# Jacomé de Mallorca
Jacomé de Mallorca o Mestre Jacomé (s. XIV – s. XV) és el nom d'un cartògraf desconegut, citat per la historiografia renaixentista portuguesa, que hauria estat cridat per Enric el Navegant per divulgar els coneixements cartogràfics i de navegació a l'entorn de 1420.

## Cites històriques de Jacomé de Mallorca
Les fonts portugueses que citen Jacomé de Mallorca són un segle posteriors als fets:
- Duarte Pacheco Pereira (s. XV – 1533): ...isso mesmo mandou á ilha de Malhorca por um mestre Jacome, mestre de cartas de marear, na qual ilha primeiramente se fezeram as ditas cartas, e com muitas dadiuas e mercés ho ouue nestes Reynos, ho qual as ensinou a fazer áquelles de que os que em nosso tempo viuem, aprendéram.
- Joao de Barros (1496 – 1570): mándou vir da ilha de Mallorca um mestre Jacome, hornera mui douto na arte de navegar, que fasia e instrumentos náuticos e que Ihe custou muito pelo trazer a este reino para ensinar sua sciencia aos officiaes portuguezes d'aquella mes ter.

## Influència
Les referències a mestre Jacomé de Mallorca, són la base en la qual es sustenta el mite històric portuguès de l'Escola de Sagres dedicada a la navegació, l'astronomia i la cartografia.

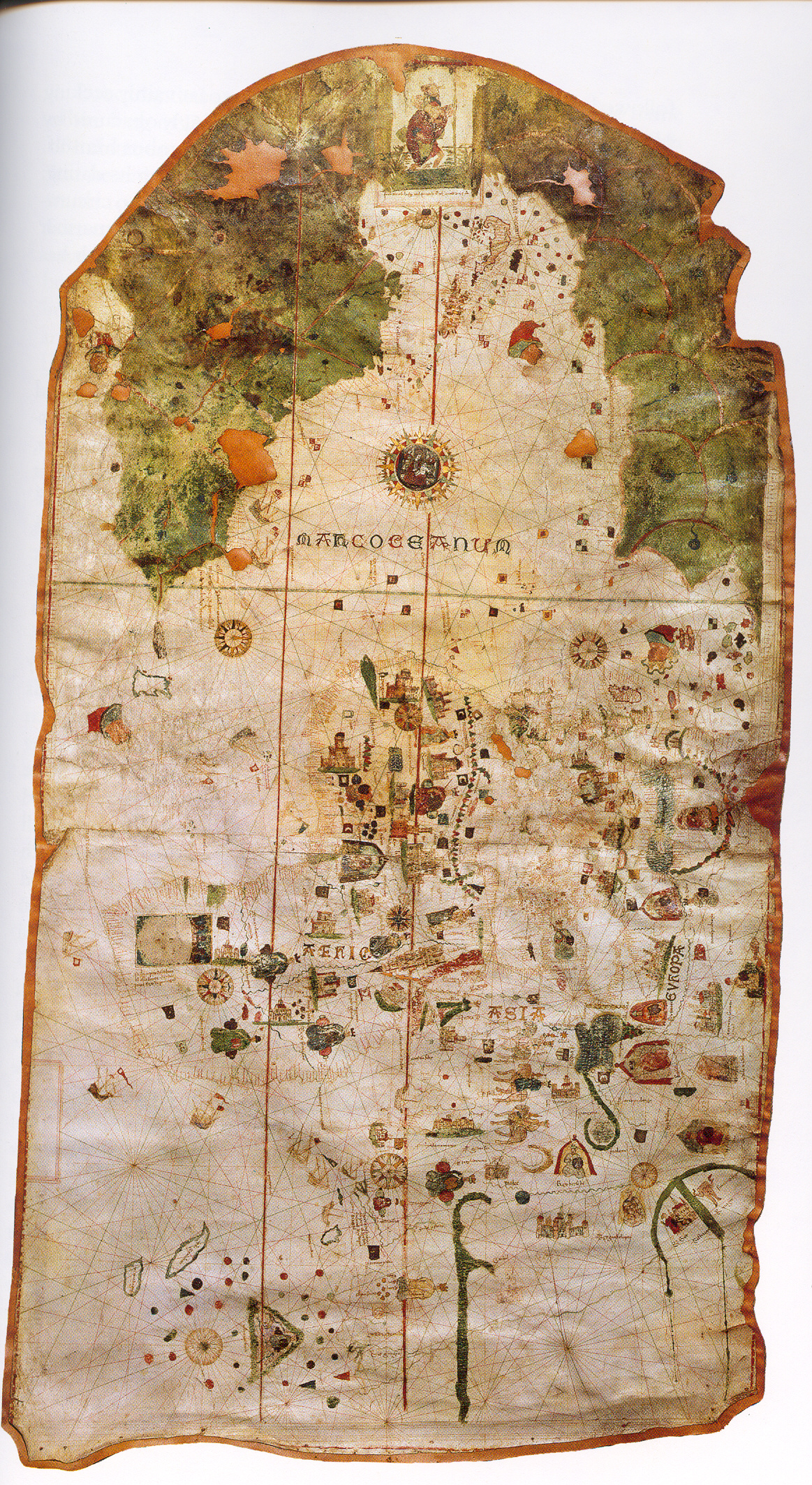
Mapa atribuït a Juan de la Cosa en el que es poden observar la xarxa de línies de rumb i la decoració pròpia de la cartografia portolana, usada especialment a la mallorquina.

Es considera que la intervenció de Jacomé va donar als portuguesos els coneixements cartogràfics que els permeteren afrontar amb èxit l'exploració atlàntica, i que més tard passaren a Castella influint en el descobriment i exploració d'Amèrica. De fet així ho sembla acreditar el mapamundi atribuït a Juan de la Cosa, el primer conservat en el qual es representa Amèrica, que manté trets tècnics i decoratius propis de la cartografia portolana.
S'ha de tenir en compte, però, que la cartografia portolana mediterrània (Mallorquina, Genovesa i Veneciana), que havia assolit una alta precisió en el dibuix del contorn de la costa i millorat la distorsió est-oest pròpia del posicionament astronòmic, tenia limitacions per a la navegació d'altura a causa de l'ús del nord magnètic i a la representació plana del món, cosa que provocava fortes desviacions nord-sud en les rutes de llarga distància lluny de la costa. És per això que l'aportació de Jacomé de Mallorca, degué ser corregida en l'exploració africana a causa dels vents contraris, al sud del Cap Bojador, en la ruta de retorn a Europa que obligava a llargues bordades cap al centre de l'Atlàntic, les quals necessàriament només podien ser resoltes mitjançant el posicionament dels astres tal com proposava la cartografia ptolemaica, que per aquells anys tornà a ser revaloritzada.

## Jacomé de Mallorca i Jafudà Cresques
A partir del s. XIX, la historiografia va identificar Jacomé de Mallorca amb Jafudà Cresques, convertit amb el nom de Jaume Ribes, a causa de no estar documentat cap altre cartògraf mallorquí amb aquest nom de fonts. Tanmateix, a la dècada dels 70 del segle xx, es va descobrir documentació relativa a un plet a Barcelona de febrer de 1410 entre Anna, la mare de Jafudà, i Dolça, la seva vídua, sobre els aliments i la dot respectives, per la qual cosa avui es descarta que ambdós cartògrafs fossin la mateixa persona.